# Lakeside School

La Lakeside School est une école secondaire privée fondée en 1919 à Seattle dans l'État de Washington aux États-Unis par Frank Moran.
C'est une des écoles les plus chères de l’État de Washington. En 2022, une année de scolarité y coûte 40000 dollars.

Lakeside School Upper à Seattle, vue de la Place Rouge, comprenant Bliss Hall et la chapelle

## Élèves célèbres
- Bill Gates et Paul Allen (fondateurs de Microsoft)
- Booth Gardner (gouverneur de l'État de Washington)
- Craig McCaw (pionnier de l'industrie du téléphone portable)
- Hal Foster (critique d'art)
- Adam West (acteur)
- Freddie Wong (acteur, réalisateur, youtuber)